# Charles Stanmore
Charles Joseph Stanmore (ur. 16 czerwca 1924 w Cessnock, zm. 25 stycznia 2012 w Dora Creek w Nowej Południowej Walii) – australijski szermierz. Reprezentant kraju podczas Igrzysk Olimpijskich 1952 w Helsinkach. Na Igrzyskach uczestniczył we wszystkich męskich turniejach szermierczych oprócz turnieju indywidualnego szablistów. We wszystkich turniejach odpadł w pierwszej rundzie.